# Parc provincial Hopewell Rocks
Pour les articles homonymes, voir Hopewell.
Le parc provincial Hopewell Rocks, communément appelé parc des rochers Hopewell (Hopewell Rocks Park en anglais) est un parc provincial du Nouveau-Brunswick. Il protège des stacks modelés par la marée. Le parc est situé dans la réserve de biosphère de Fundy.

## Toponyme
Les rochers sont nommés ainsi d'après leur présence près du village d'Hopewell Cape, dans la paroisse d'Hopewell. Cette dernière est probablement nommée ainsi d'après le canton d'Hopewell, en Pennsylvanie, ou en l'honneur du bateau qui transporta les premiers colons d'Irlande ici en 1761.
Le nom de Demoiselles était donné par les Acadiens aux rochers, en référence à leur silhouette.
Leur surnom de rochers en pots de fleurs provient des arbres poussant à leur sommet.

## Géographie

### Localisation
Le parc a une superficie de 131 ha. Il est situé au sud-est du Nouveau-Brunswick, sur la côte est de la baie de Chipoudy. Il est situé entièrement dans la paroisse d'Hopewell qui est comprise dans le comté d'Albert. Il est situé à 47 km au sud de Moncton.

### Relief et marées
Le parc est situé sur le flanc des collines Calédoniennes. L'altitude du parc s'élève rapidement du niveau de la mer à environ 60 m au sommet du cap Hopewell. Le cap présente lui-même une côte découpée comprenant des falaises, des arches, des grottes et de nombreux stacks.
Les marées aux rochers d'Hopewell sont en moyenne de 10 à 14 m, il ne s'agit pas des marées les plus hautes de la baie de Fundy qui atteignent 16 m au cap Burncoat (en) dans la baie de Cobéquid (en).

Vues de l'anse Big
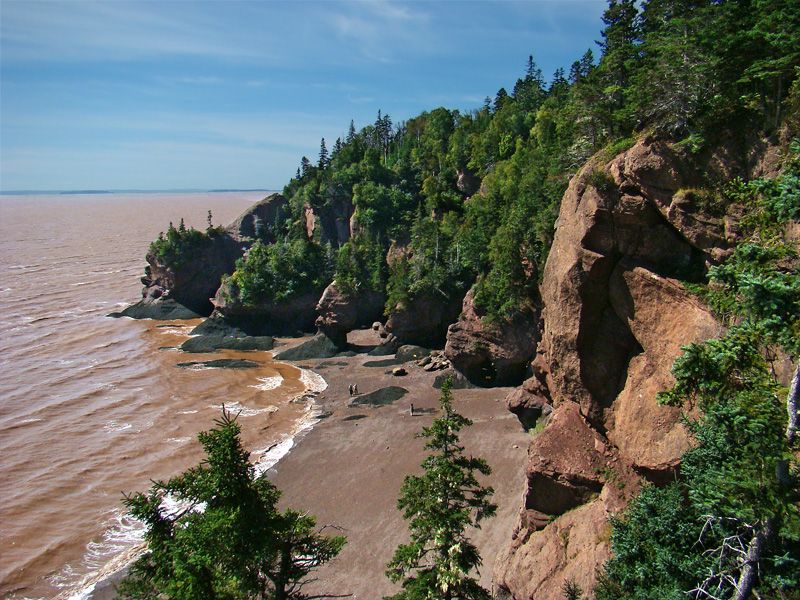
À marée basse
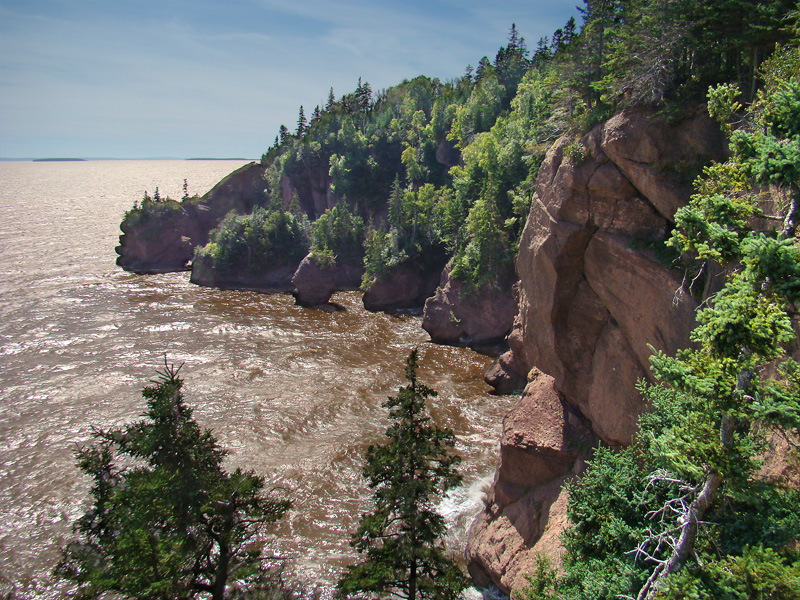
À marée haute

### Géologie

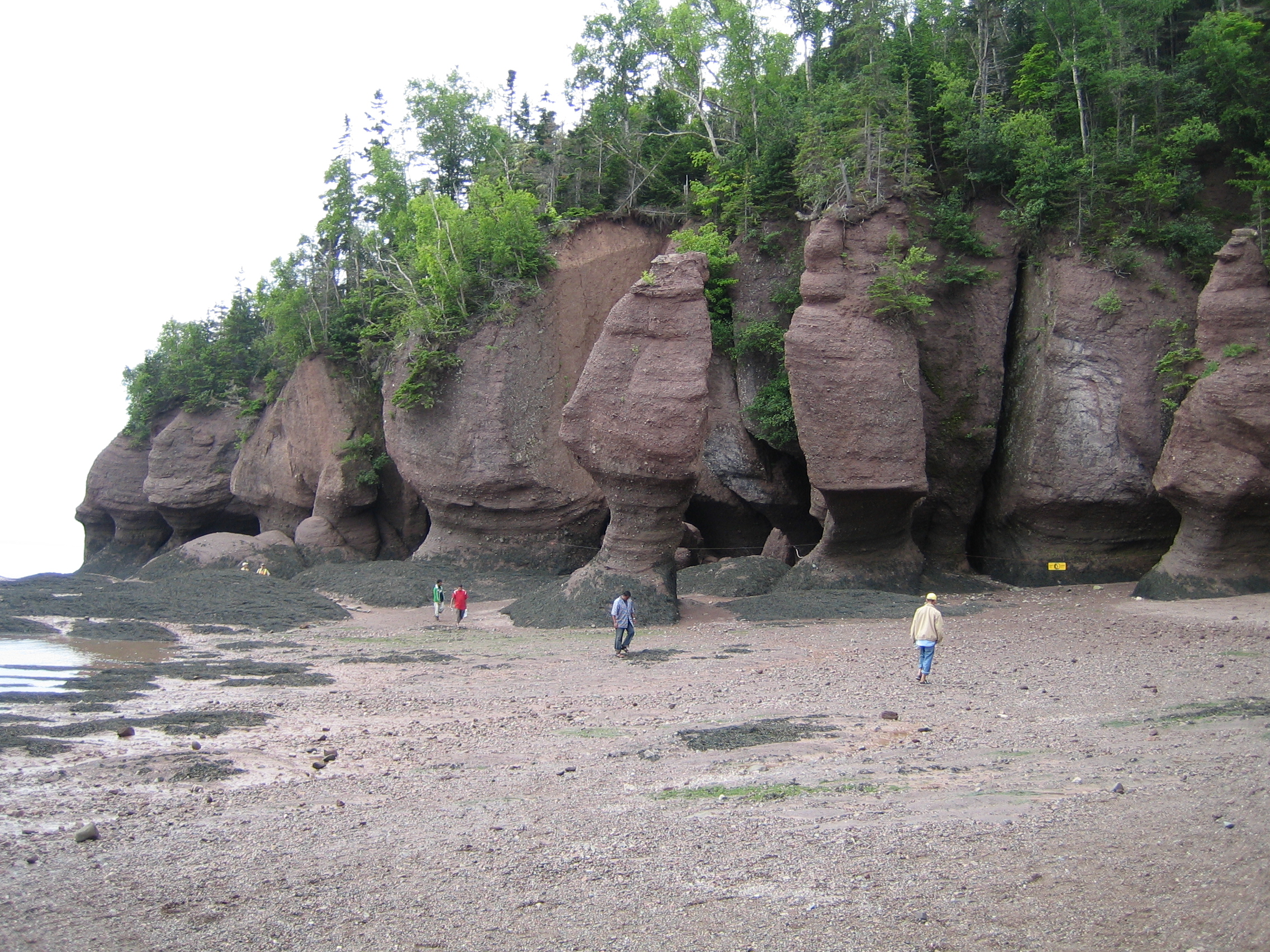
Les rochers à marée basse

Le parc est situé dans le bassin des Maritimes, un bassin sédimentaire qui s'est formé au Carbonifère résultant de l'érosion des Appalaches. Les roches du parc sont composées de conglomérat entrecoupé de fines couches de grès. Elles ont ensuite été soulevées et inclinées selon un angle de 30° à 45°.
À la fin de la glaciation du Wisconsin, la baie de Fundy s'est remplie d'eau à la suite de l'élévation du niveau des mers, exposant la côte à l'érosion. La formation rocheuse du cap Hopewell comprend aussi de nombreuses failles permettant l'infiltration d'eau qui a séparé de gros blocs de la falaise. De plus les fortes marées de la baie de Fundy qui sapent la falaise à sa base forment de nombreuses grottes marines et des stacks (appelés localement « pot de fleurs »). Bien qu'ils ne soient pas éternels, les géologues estiment qu'il y a assez de conglomérats pour que les stacks se forment encore pendant 100 000 ans.

### Climat

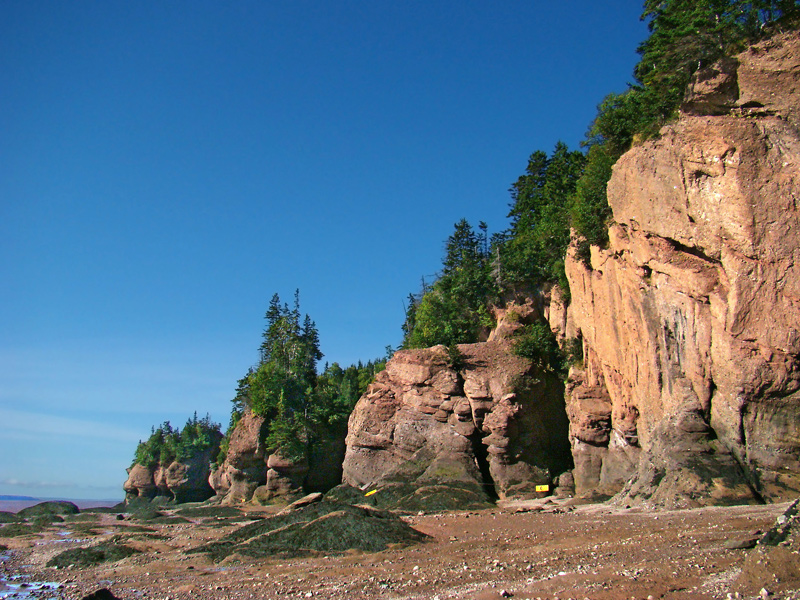
Les rochers en pots-de-fleurs à marée basse

On peut voir les rochers 3 heures avant et après la marée basse. Les marées de la région comptent parmi les plus hautes du monde, à cause de la forme de la baie (un cône).

## Faune
Les principaux mammifères que l'on peut observer dans le parc sont le cerf de Virginie (Odocoileus virginianus), l'orignal (Alces alces), le raton laveur (Procyon lotor), le porc-épic d'Amérique (Erethizon dorsatum), le lièvre d'Amérique (Lepus americanus), le renard roux (Vulpes vulpes), le coyote (Canis latrans) et l'ours noir (Ursus americanus).
À partir de la mi-juillet des bécasseaux et des pluviers viennent y pêcher des petites crevettes.

## Histoire
Une légende micmaque soutient que des baleines vivant dans la baie de Fundy avaient réduit des Micmacs en esclavage. Certains d'entre eux tentèrent de s'échapper et réussirent à se rendre jusqu'à la plage. Les baleines les rattrapèrent mais dans leur colère transformèrent les fuyards en pierre.

### Histoire du parc
Le parc a été créé en 1958. Il a été inclus parmi la zone de transition de la réserve de biosphère de Fundy en 2007. En 2012, il change de nom de parc provincial The Rocks pour parc provincial Hopewell Rocks.